# Factor P
El «factor P», también conocido como «efecto de pala asimétrica» y «efecto de disco asimétrico», es un fenómeno aerodinámico que experimentan las hélices en movimiento, en el que el centro de empuje de la hélice se desplaza hacia fuera cuando la aeronave se encuentra en un ángulo de ataque elevado. Este desplazamiento de la ubicación del centro de empuje ejercerá un momento de guiñada sobre la aeronave, provocando que esta guiñe ligeramente hacia un lado. Es necesario accionar el timón para contrarrestar la tendencia a la guiñada.

## Causas

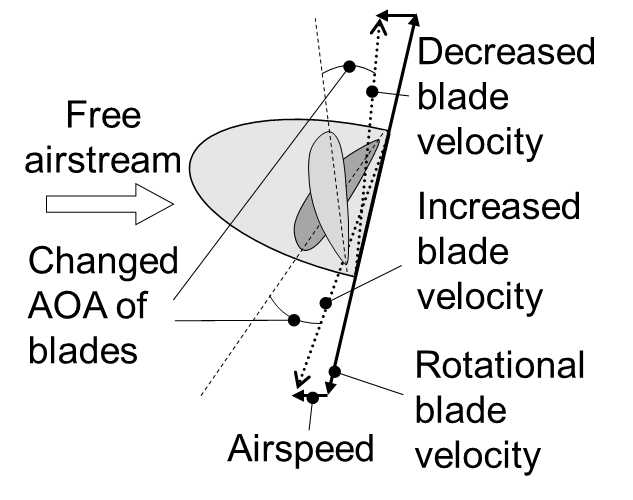
Factor P, cambio de velocidad relativa y empuje de las palas de la hélice ascendentes y descendentes al aumentar el ángulo de ataque

Cuando un avión propulsado por hélice vuela a velocidad de crucero en vuelo nivelado, el disco de la hélice es perpendicular al flujo de aire relativo que atraviesa la hélice. Cada una de las palas de la hélice entra en contacto con el aire en el mismo ángulo y a la misma velocidad, por lo que el empuje producido se distribuye uniformemente por toda la hélice.
Sin embargo, a velocidades más bajas, la aeronave suele adoptar una actitud de morro alto, con el disco de la hélice ligeramente girado hacia la horizontal. Esto tiene dos efectos. En primer lugar, las palas de la hélice estarán más adelantadas cuando estén en posición descendente y más retrasadas cuando estén en posición ascendente. La pala de la hélice que se mueve hacia abajo y hacia delante (en el sentido de las agujas del reloj, desde la posición de la una hasta la de las seis, vista desde la cabina) tendrá una mayor velocidad de avance. Esto aumentará la velocidad aerodinámica de la pala, por lo que la pala que desciende producirá más empuje. La pala de la hélice que se mueve hacia arriba y hacia atrás (desde la posición de las siete en punto hasta la de las doce en punto) tendrá una velocidad hacia delante menor, por lo que tendrá una velocidad aerodinámica menor que la pala que desciende y un empuje menor. Esta asimetría desplaza el centro de empuje del disco de la hélice hacia la pala con un mayor empuje.
En segundo lugar, el ángulo de ataque de la pala descendente aumentará y el ángulo de ataque de la pala ascendente disminuirá debido a la inclinación del disco de la hélice. El mayor ángulo de ataque de la pala que desciende producirá más empuje. 
Tenga en cuenta que el aumento de la velocidad hacia delante de la pala que desciende reduce en realidad su ángulo de ataque, pero esto se compensa con el aumento del ángulo de ataque causado por la inclinación del disco de la hélice. En general, la pala que desciende tiene una mayor velocidad aerodinámica y un mayor ángulo de ataque.
El factor P es mayor en ángulos de ataque elevados y potencias altas, por ejemplo, durante el despegue o en vuelo lento.

### Aeronaves monomotoras de hélice
Si se utiliza una hélice que gira en sentido horario (desde la perspectiva del piloto), la aeronave tiende a desviarse hacia la izquierda al ascender y hacia la derecha al descender. Esto debe contrarrestarse con el timón opuesto. La hélice que gira en sentido horario es, con diferencia, la más común. El desvío es notable cuando se añade potencia, aunque tiene otras causas adicionales, como el efecto slipstream en espiral o cono de aspiración. En una aeronave de ala fija, normalmente no hay forma de ajustar el ángulo de ataque de las palas individuales de las hélices, por lo que el piloto debe lidiar con el factor P y utilizar el timón para contrarrestar el cambio de empuje.
Los pilotos anticipan la necesidad de utilizar el timón cuando cambian la potencia del motor o el ángulo de inclinación (ángulo de ataque) y lo compensan aplicando el timón hacia la izquierda o hacia la derecha según sea necesario.
Aeronaves con rueda de cola presentan un mayor factor P durante el rodaje en tierra que las aeronaves con tren de aterrizaje triciclo, debido al mayor ángulo del disco de la hélice con respecto a la vertical. El factor P es insignificante durante el rodaje inicial, pero provocará una marcada tendencia a inclinar el morro hacia la izquierda durante las últimas fases del rodaje, a medida que aumenta la velocidad de avance, especialmente si el eje de empuje se mantiene inclinado con respecto al vector de la trayectoria de vuelo (por ejemplo, cuando la rueda de cola está en contacto con la pista). El efecto no es tan evidente durante el aterrizaje, la recogida y el recorrido por la pista, dada la potencia relativamente baja (rpm de la hélice). Sin embargo, si se acelera bruscamente con la rueda de cola en contacto con la pista, es prudente anticipar esta tendencia a girar hacia la izquierda.

### Aeronaves multimotor con hélices
En las aeronaves multimotor con hélices contrarrotatorias, los factores P de ambos motores se cancelan entre sí. Sin embargo, si ambos motores giran en la misma dirección, o si uno de ellos falla, el factor P provocará un desvío. Al igual que en los aviones monomotores, este efecto es mayor en situaciones en las que el avión se encuentra a alta potencia y tiene un ángulo de ataque elevado (como en el ascenso). El motor con las palas que se mueven hacia abajo en dirección a la punta del ala produce más desviación y balanceo que el otro motor, porque el momento (brazo) del centro de empuje de ese motor sobre el centro de gravedad del avión es mayor. Por lo tanto, el motor con las palas que se mueven hacia abajo más cerca del fuselaje será el «motor crítico», ya que su fallo y la dependencia asociada del otro motor requerirán una desviación del timón significativamente mayor por parte del piloto para mantener el vuelo recto que si hubiera fallado el otro motor. Por lo tanto, el factor P determina qué motor es el motor crítico.  Para la mayoría de las aeronaves (que tienen hélices que giran en sentido horario), el motor izquierdo es el motor crítico. Para las aeronaves con hélices contrarrotatorias (es decir, que no giran en la misma dirección), los momentos del factor P son iguales y ambos motores se consideran igualmente críticos.

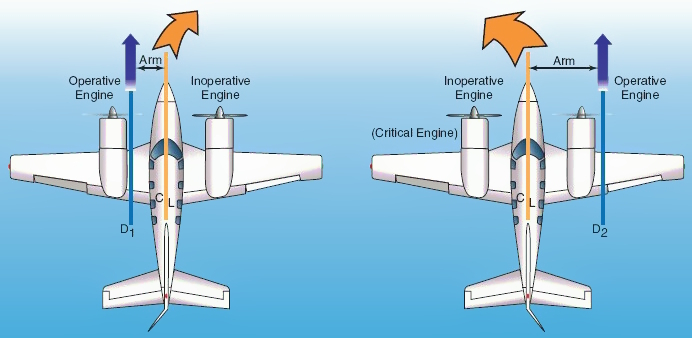
Fig. 1. El motor derecho en funcionamiento producirá un momento de guiñada más severo hacia el motor averiado, lo que hará que el fallo del motor izquierdo sea crítico

Con motores que giran en la misma dirección, el factor P afectará a las velocidades mínimas de control (VMC) de la aeronave en vuelo con propulsión asimétrica. Las velocidades publicadas se determinan en función del fallo del motor crítico. Las velocidades mínimas de control reales tras el fallo de cualquier otro motor serán inferiores (más seguras).

## Helicópteros
El factor P es extremadamente importante para los helicópteros en vuelo hacia delante, ya que el disco de la hélice es casi horizontal. La pala que avanza tiene una velocidad aerodinámica mayor que la pala que retrocede, por lo que produce más sustentación, lo que se conoce como disimetría de sustentación. Los helicópteros pueden controlar el ángulo de ataque de cada pala de forma independiente (disminuyendo el ángulo de ataque de la pala que avanza y aumentando el ángulo de ataque de la pala que retrocede) para mantener equilibrada la sustentación del disco del rotor. Si las palas del rotor no pudieran cambiar su ángulo de ataque de forma independiente, un helicóptero con palas de rotor que giran en sentido antihorario giraría hacia la izquierda en vuelo hacia delante, debido al aumento de la sustentación en el lado del disco del rotor con la pala que avanza. La precesión giroscópica convierte esto en una inclinación hacia atrás conocida como «flapback».
La velocidad máxima que no debe superarse (VNE) de un helicóptero se elegirá en parte para garantizar que la pala que se mueve hacia atrás no se bloquee.

## Véase taambién
- Blohm & Voss BV 141
- Disimetría de sustentación
- Paseo de hélice